# Ilmaste
Ilmaste − wieś w Estonii, w prowincji Virumaa Wschodnia, w gminie Sonda.